# Bíró András (aktivista)
Bíró András (Szófia, 1925. október 20. – 2024. június 18.) magyar újságíró, folyóirat-szerkesztő, környezetvédelmi aktivista és emberi jogi aktivista, aki a magyarországi romák támogatásáról ismert.

## Életpályája
Magyar és szerb szülők gyermekeként született Szófiában 1925. október 20-án. Miután visszatért Magyarországra, az 1956-os forradalom után elmenekült az országból, és Franciaországban telepedett le. Az ENSZ családi folyóiratainak, a Ceresnek és a Mazingiranak az egyik alapító szerkesztője volt.
1986-ban Bíró visszatért Magyarországra. Itt 1990-ben megalapította az Autonómia Alapítványt, amely a magyarországi roma közösséget támogatta kisebb projektekkel, például földterületek vásárlásával a gazdálkodók számára állattenyésztéshez. 1995-ben őt és a szervezetét a Megélhetés Helyességéért Díjjal tüntették ki „a magyarországi roma kisebbség eltökélt védelméért és önfejlesztésük elősegítésére tett hatékony erőfeszítéseikért”.
2006-ban a Magyar Köztársasági Érdemrend tisztikeresztjével tüntették ki.
Bíró András 2024. június 18-án, 98 évesen hunyt el.

## Fordítás
Ez a szócikk részben vagy egészben  az   András Bíró című angol Wikipédia-szócikk ezen változatának fordításán alapul.  Az eredeti cikk szerkesztőit annak laptörténete sorolja fel. Ez a jelzés csupán a megfogalmazás eredetét és a szerzői jogokat jelzi, nem szolgál a cikkben szereplő információk forrásmegjelöléseként.